# Fluorure d'aluminium
Le fluorure d'aluminium est un solide ionique composé de l'ion fluorure (formule : F−) et de l'ion aluminium (formule : Al3+). Comme un solide ionique est électriquement neutre, alors il faut trois ions fluorure pour équilibrer un ion aluminium. Ainsi la formule du fluorure d'aluminium est (Al3+ + 3F−) = AlF3.

## Solubilité aqueuse

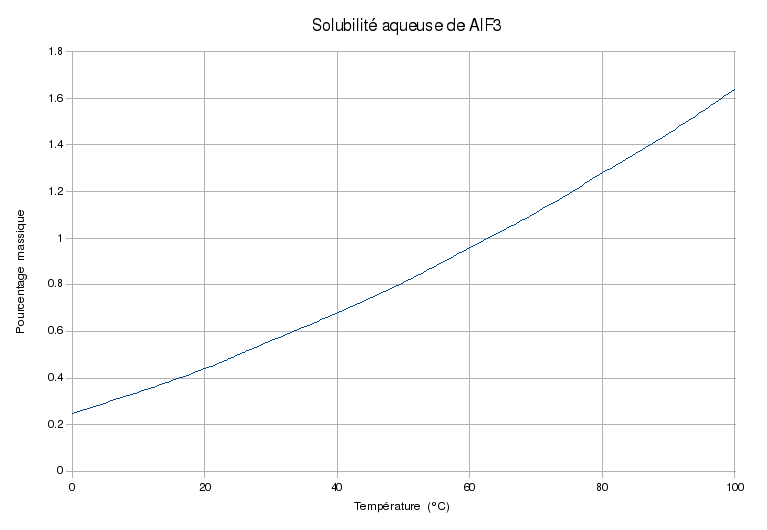
Solubilité aqueuse.